# Kreis Viersen
Der Kreis Viersen liegt am Niederrhein im Westen des Bundeslandes Nordrhein-Westfalen. Er gehört zum Regierungsbezirk Düsseldorf und ist Mitglied im Landschaftsverband Rheinland. Sitz des Kreises ist die Stadt Viersen.

## Geographie

### Kreisgebiet
Die Gesamtfläche des Kreisgebietes beträgt 563,29 km². Die maximale Ausdehnung misst in Nord-Süd-Richtung 28,7 km, in West-Ost-Richtung 39,0 km; die Kreisgrenze ist 148 Kilometer lang. Die höchste Erhebung im Kreisgebiet sind die Süchtelner Höhen mit 90,70 m.

#### Naturräumliche Zuordnung
Das Kreisgebiet ist Teil der  naturräumlichen Großregion Niederrheinisches Tiefland (57).
Folgende Teil-Naturräume befinden sich im Kreisgebiet:
- 571 Schwalm-Nette-Platte
  - 571.0 Elmpt-Kaldenkirchener Grenzwaldungen
    - 571.00 Birgelen-Elmpter Heidewald
    - 571.01 Brüggener Schwalmbruch
    - 571.02 Brachter Wald
    - 571.03 Venloer und Heronger Heide

  - 571.1 Schwalm-Nette-Ackerebene
    - 571.10 Schwalmebene
    - 571.11 Nette-Ebene

  - 571.3 Süchtelner Höhen

- 573 Kempen-Aldekerker Platten (Niersplatten)
  - 573.0 Straelen-Grefrath-Mönchengladbacher Terrassen
    - 573.01 Grefrath-Viersener Terrassenleiste

  - 573.1 Mittleres Nierstal
    - 573.11 Neersener Niersbruch
    - 573.12 Mittlere Niersniederung

  - 573.3 Kempener Lehmplatte

#### Landschafts- und Naturschutzgebiete
- 18.190 ha (32,6 %) sind Landschaftsschutzgebiete und
- 04.263 ha (07,6 %) sind Naturschutzgebiete

Dazu gehören:
die Krickenbecker Seen, das Elmpter Schwalmbruch, die Heidemoore, der Lüsekamp und Boschbeek, die Grasheide und Mülhausener Benden, die Süchtelner Höhen, das Salbruch und die Bockerter Heide sowie der Naturpark Schwalm-Nette als Teil des Deutsch/Niederländischen Naturparks Maas-Schwalm-Nette.

#### Gewässer
- Schwalm
- Niers
- Nette

##### Grundwasser
Weil der EU-Grenzwert für Nitrat im Grundwasser von 50 mg/l fast im ganzen Kreis Viersen überschritten wird, hat der Kreistag am 13. Dezember 2018 einstimmig einen 5-Punkte-Plan beschlossen. Demnach soll die Einhaltung der Düngeverordnung besser kontrolliert, der Import von Gülle aus den Niederlanden eingeschränkt sowie massiv reglementiert und die Wasserschutzgebiete erweitert werden.

### Gemeinden
Der Kreis Viersen gliedert sich in neun kreisangehörige Gemeinden, von denen vier Mittlere kreisangehörige Städte und eine Große kreisangehörige Stadt sind. Für ihre örtlichen Angelegenheiten sind die Gemeinden grundsätzlich selbst zuständig, während der Kreis für kleinere Kommunen örtliche und ansonsten überörtliche Aufgaben übernimmt.
Im Landesentwicklungsplan von NRW sind alle Städte des Kreises sowie Schwalmtal als Mittelzentren ausgewiesen, die übrigen Gemeinden sind Grundzentren.
| Name           | Einwohner | Fläche     | Einw./km² | Status                         | AGS        |
| -------------- | --------- | ---------- | --------- | ------------------------------ | ---------- |
| Brüggen        | 016.198   | 061.20 km² | 265       | kreisangehörige Gemeinde       | 05 166 004 |
| Grefrath       | 015.117   | 030.98 km² | 488       | kreisangehörige Gemeinde       | 05 166 008 |
| Kempen         | 034.105   | 068.80 km² | 496       | mittlere kreisangehörige Stadt | 05 166 012 |
| Nettetal       | 041.955   | 083.87 km² | 500       | mittlere kreisangehörige Stadt | 05 166 016 |
| Niederkrüchten | 014.619   | 067.07 km² | 218       | kreisangehörige Gemeinde       | 05 166 020 |
| Schwalmtal     | 018.826   | 048.11 km² | 391       | kreisangehörige Gemeinde       | 05 166 024 |
| Tönisvorst     | 029.251   | 044.34 km² | 660       | mittlere kreisangehörige Stadt | 05 166 028 |
| Viersen        | 078.373   | 091.10 km² | 860       | große kreisangehörige Stadt    | 05 166 032 |
| Willich        | 049.413   | 067.80 km² | 729       | mittlere kreisangehörige Stadt | 05 166 036 |
|                | 297.857   | 563.27 km² | 529       | Kreis Viersen                  | 05 166     |

(Einwohnerzahlen vom 31. Dezember 2024)

### Nachbarkreise bzw. -städte
Der Kreis Viersen grenzt, im Norden beginnend im Uhrzeigersinn, an die Kreise Kleve und Wesel, an die kreisfreie Stadt Krefeld, an den Rhein-Kreis Neuss, an die kreisfreie Stadt Mönchengladbach und an den Kreis Heinsberg. Im Westen grenzt er mit einer Länge von 37 km an die niederländische Provinz Limburg.

## Geschichte
Von 1966 bis 1975 gab es eine umfangreiche Gebietsreform in NRW. 
1970 erfolgte eine kommunale Neugliederung des Kreises Kempen-Krefeld: aus den vormals selbständigen Städten Dülken, Süchteln und Viersen sowie der Gemeinde Boisheim wurde die neue Stadt Viersen. Die vorher kreisfreie Stadt Viersen wurde in den Kreis eingegliedert; die dann zur Stadt Meerbusch gehörenden Gemeinden im Osten gelangten an den Kreis Neuss. 
Aus den übrigen 26 Gemeinden wurden acht neue Städte und Gemeinden gebildet.
Der Kreis Viersen entstand am 1. Januar 1975 durch eine Umbenennung des Kreises Kempen-Krefeld. Der Kreissitz wurde von Kempen nach Viersen verlegt. Zugleich wurde die Gemeinde Niederkrüchten aus dem Kreis Heinsberg eingegliedert, und der zu Kempen gehörende Stadtteil Hüls zur Stadt Krefeld wurde ausgegliedert. Bis zum Einzug in das neue Kreishaus 1984 blieb die Kreisverwaltung noch in der alten Kreisstadt Kempen.
Es gibt Schriftenreihen des Kreises Viersen (z. B. jährliches Heimatbuch) mit umfangreichen historischen Informationen.
Das Kreisarchiv befand sich bis zum Sommer 2022 in Kempen in der Burg Kempen. 
Seitdem ist es in einem zu diesem Zweck erbauten Gebäude in Dülken.

### Einwohnerstatistik

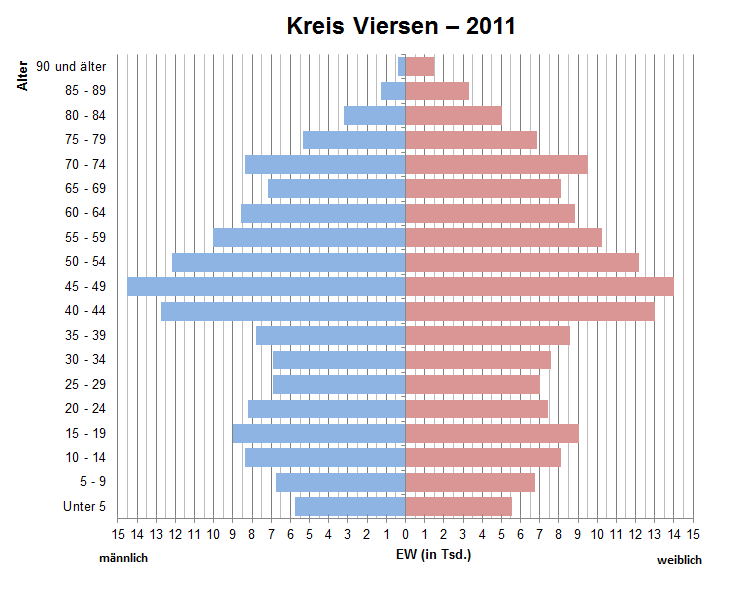
Bevölkerungspyramide für den Kreis Viersen (Datenquelle: Zensus 2011.)

| Jahr | Einwohner |
| ---- | --------- |
| 1975 | 262.714   |
| 1980 | 261.999   |
| 1985 | 261.555   |
| 1990 | 271.742   |
| 1995 | 288.450   |
| 2000 | 300.842   |
| 2005 | 304.140   |
| 2010 | 300.417   |
| 2015 | 297.661   |
| 2020 | 298.536   |
| 2022 | 300.882   |

### Konfessionsstatistik
Gemäß dem Zensus 2022 waren (Stand Mai 2022) 46,9 % (138.060) der Einwohner katholisch, 16,3 % evangelisch und 36,8 % waren konfessionslos, gehörten einer anderen Glaubensgemeinschaft an oder machten keine Angabe.
Die Zahl der Katholiken im Kreis Viersen entwickelt sich weiter rückläufig. Laut Statistik des Bistums Aachen sank der Anteil der Katholiken an der Bevölkerung auf 45,5 % (Stand 31. Dezember 2023) und 43,3 % mit Stand 31. Dezember 2024.

## Politik
- DIE LINKE.: 2
- PARTEI: 1
- GRÜNE: 15
- SPD: 12
- FW-KV: 1
- FDP: 5
- CDU: 26
- AfD: 2

Anmerkung: Ein Mitglied der CDU wechselte zu der Fraktion der GRÜNEN.

### Kreistag
Wahlergebnisse und Sitzverteilung als Ergebnis der Kommunalwahlen 2020 zeigen die Diagramme.

### Oberkreisdirektoren des Kreises Viersen
- 1975–1984: Rudolf H. Müller
- 1984–1989: Heinz-Josef Vogt
- 1989–1999: Hans-Christian Vollert

### Landräte des Kreises Viersen
- 1975–1999: Hanns Backes
- 1999–2004: Hans-Christian Vollert (hauptamtlich)
- 2004–2015: Peter Ottmann
- seit 2015: Andreas Coenen

### Wappen, Dienstsiegel und Flagge
Wappen
Dem damaligen Landkreis Kempen-Krefeld ist am 13. Mai 1932 durch Urkunde des Oberpräsidenten der Rheinprovinz die Genehmigung erteilt worden, das nachstehend beschriebene Wappen zu führen. Der heutige Kreis Viersen führt dieses Wappen seit der Umbenennung 1975 fort.
„Der Kreis führt folgendes Wappen:
 Unter silbernem Schildhaupt, worin ein durchgehendes schwarzes Kreuz (Kur-Köln) von Gold und Blau gespalten; vorn ein linksgewendeter schwarzer Löwe mit roter Zunge (Jülich), hinten ein nach rechts gewandter zwiegeschwänzter goldener Löwe, rot bewehrt (Geldern).“
In dem Wappen ist das Kreuz als Hoheitszeichen des Kurfürsten von Köln mit dem schwarzen Löwen als Wappenbild des Herzogs von Jülich und dem goldenen Löwen als Wappenbild des Herzogs von Geldern vereinigt. Bis zum Ende des Alten Reiches unterstand das Gebiet des Kreises Viersen diesen Landesherren.
Dienstsiegel
„Der Kreis führt ein Dienstsiegel mit Kreiswappen.“
Flagge
Dem Kreis Viersen ist am 16. Oktober 1980 durch Urkunde des Regierungspräsidenten in Düsseldorf die Genehmigung erteilt worden, die nachstehend beschriebene Flagge zu führen.
„Der Kreis führt folgende Flagge (Banner, Hissflagge):
 als Banner: von Gold und Blau im Verhältnis 1:1 längsgestreift; darauf zur Stange hin verschoben der Wappenschild des Kreises,
 als Hissflagge: von Gold und Blau im Verhältnis 1:1 längsgestreift; darauf zur Mitte der Wappenschild des Kreises.“

### Partnerschaft
Seit 1983 besteht eine Partnerschaft zwischen dem Kreis Viersen und der englischen Grafschaft Cambridge. Dem offiziellen Partnerschaftsabkommen gingen mehr als zehnjährige erfolgreiche Bemühungen um Kontakte zwischen Vereinen, Schulen und Gruppen voraus. Somit besiegelte die Partnerschaftsfeier zahlreiche langjährige Kontakte, für die die Verwaltungschefs Rudolf H. Müller (Kreis Kempen-Krefeld/Kreis Viersen) und John K. Barratt (Grafschaft Cambridgeshire) sich an vorderster Stelle eingesetzt haben.

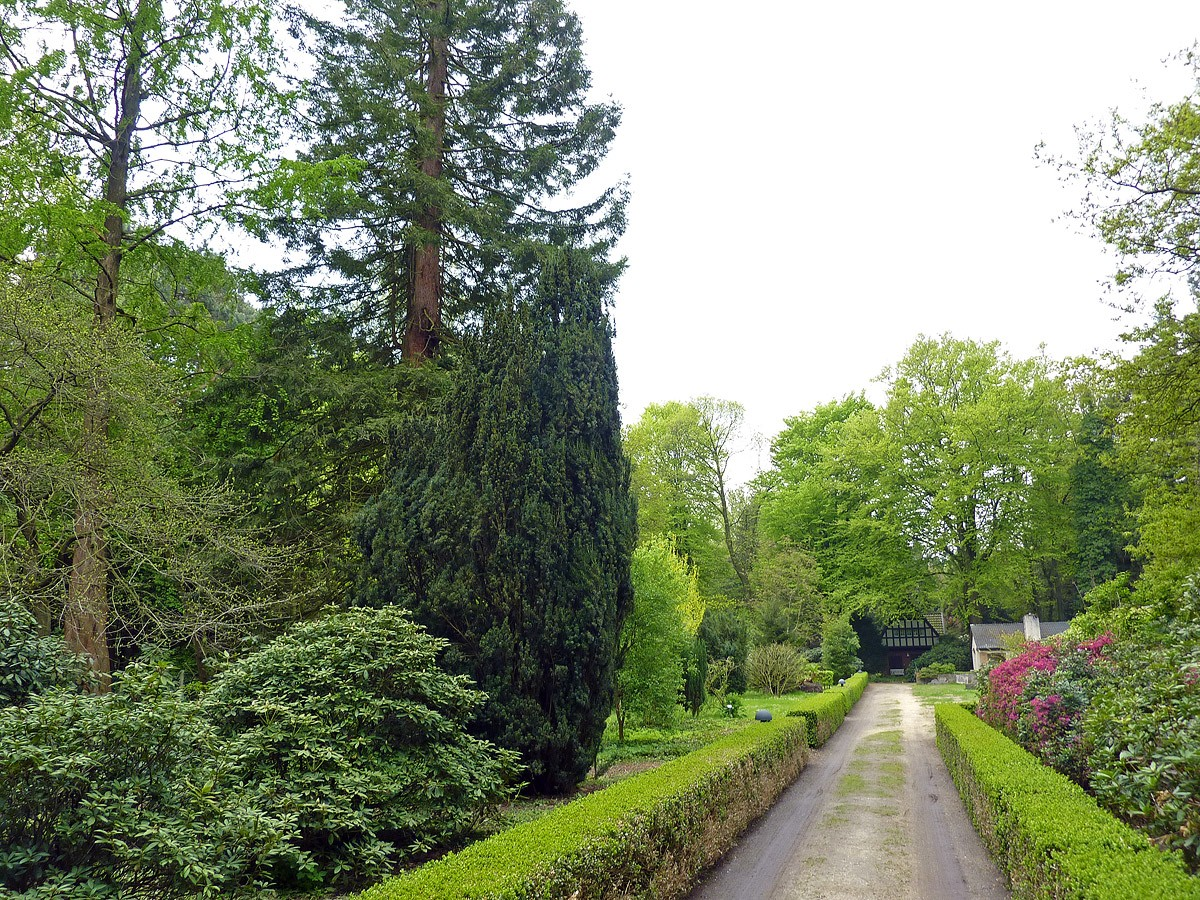
Sequoiafarm Kaldenkirchen im Grenzwald

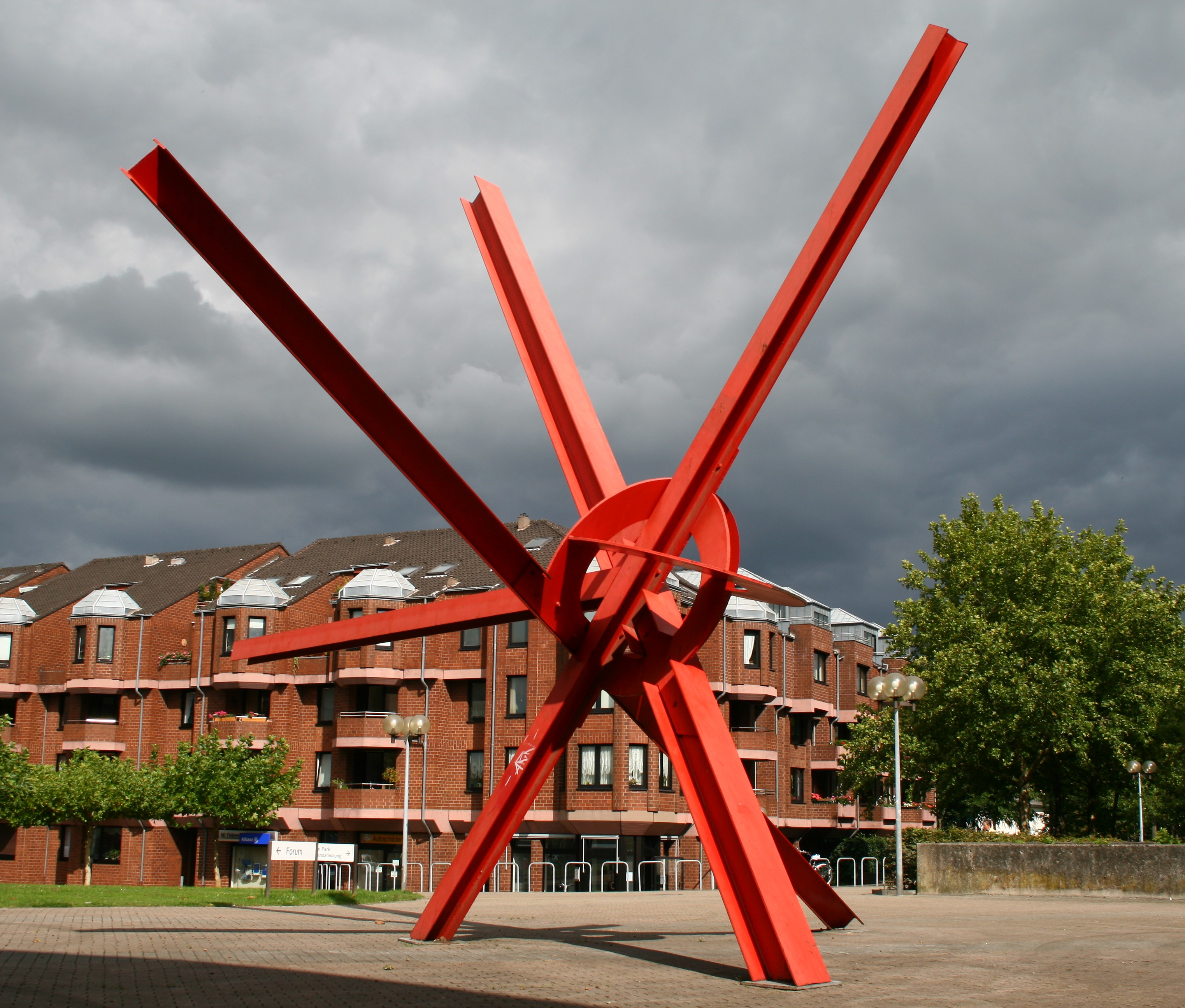
New Star von Mark di Suvero (Skulpturensammlung Viersen)

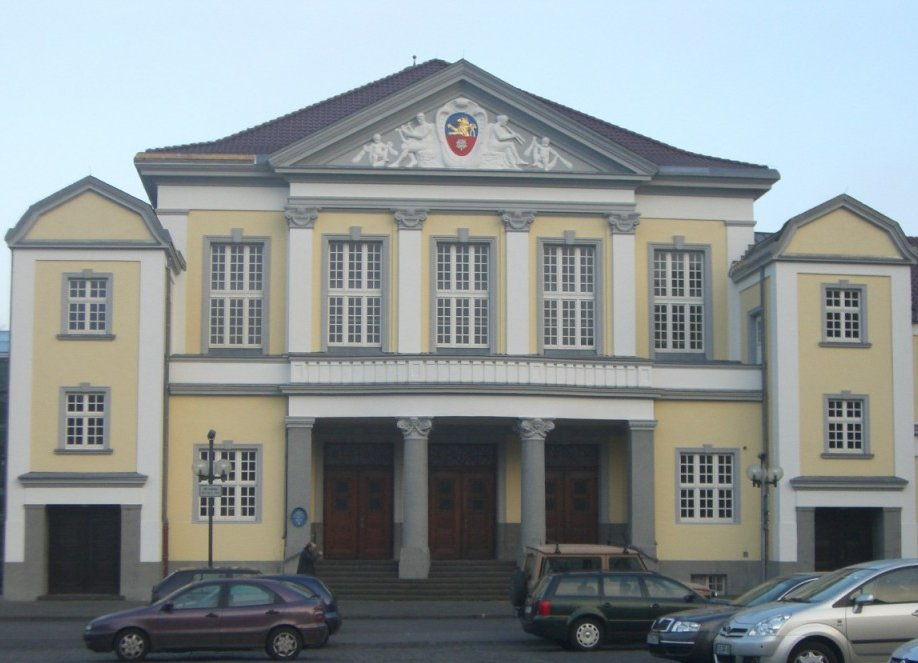
Festhalle Viersen

## Kultur und Sehenswürdigkeiten
Im Kreisgebiet befinden sich vereinzelt sichtbare Reste des ehemaligen Westwalls sowie Ruinen des Fliegerhorstes Venlo-Herongen aus dem Zweiten Weltkrieg. Auch Spuren und Reste von Napoleons Grand Canal du Nord sind noch erkennbar.
In der Gemeinde Grefrath befindet sich das Niederrheinische Freilichtmuseum des Kreises Viersen. Das volkskundliche Museum zeigt insbesondere bäuerliche und handwerkliche Kultur des mittleren Niederrheins. Außerdem verfügt es über ein umfangreiches Spielzeugmuseum.
Das Schloss Neersen ist von einem großen Park umgeben.
In der Skulpturensammlung Viersen, die die Städtische Galerie im Park umgibt, befinden sich u. a. Objekte von Tony Cragg, Erwin Heerich, Roberto Matta, Karl Horst Hödicke und der New Star von Mark di Suvero.
Die Festhalle Viersen ist ein weit über den Kreis hinaus bekanntes Aufführungsgebäude für Theater und Konzerte sowie der Austragungsort der Dreiband-Weltmeisterschaft für Nationalmannschaften (Billard) und Veranstaltungsort eines jährlich stattfindenden internationalen Jazz-Festivals.
Die Amateurtheaterszene ist vielfältig: Neben Volkstheater wird klassische Literatur, Kabarett und das „moderne Drama“ geboten. Beispielhaft seien hier das Nettetaler Theater unterm Dach sowie die Volksbühne Viersen und die Spielschar Brüggen genannt.
Im Kaldenkirchener Grenzwald bei Nettetal liegen das Naturschutzgebiet der Heidemoore, das Arboretum Sequoiafarm sowie der Geo-hydrologische Wassergarten. Im Naturpark Schwalm-Nette liegen zahlreiche ehemalige Wassermühlen, die heute öffentlich zugänglich (Restaurants/Hotels) sind.
Am Krickenbecker See liegen das Schloss Krickenbeck (nicht zugänglich), das Textilmuseum Die Scheune und ein Informationszentrum.
Im Kreis wohnen und wohnten zahlreiche Kulturschaffende, u. a. der Künstler Georg Ettl, die Autoren Paul Eßer, Herbert Sleegers und Peter Klusen und der verstorbene Jazzmusiker Ali Haurand.

### Jüdische Friedhöfe
Für den Kreis Viersen sind 22 Jüdische Friedhöfe dokumentiert: in Brüggen (3), in Grefrath (1), in Kempen (1), in Nettetal (3), in Schwalmtal (3), in Tönisvorst (2), in Viersen (5) und in Willich (4). Es sind schützenswerte Kulturdenkmäler – steinerne Zeugen für ehemals existierende jüdische Gemeinden und eines regen jüdischen Gemeindelebens bis in die 1930er Jahre.

## Infrastruktur und Wirtschaft

### Schienen- und Busverkehr
Im Schienenpersonennahverkehr verkehren
der Niers-Express (RE 10) von Kleve über Kempen, Krefeld nach Düsseldorf,
der Niers-Haard-Express (RE 42) von Mönchengladbach über Viersen, Krefeld, Duisburg, Essen, Gelsenkirchen und Dülmen nach Münster,
der Maas-Wupper-Express (RE 13) von Venlo über Viersen, Mönchengladbach, Düsseldorf, Wuppertal, Hagen nach Hamm,
die Rhein-Niers-Bahn (RB 33) von Aachen über Mönchengladbach, Viersen, Krefeld, Duisburg nach Essen
die Emscher-Niederrhein-Bahn (RB 35) von Mönchengladbach über Viersen, Krefeld, Duisburg, Oberhausen nach Gelsenkirchen.
Im Straßenpersonennahverkehr verkehrt die einzige Straßenbahnlinie im Kreis von Tönisvorst-St. Tönis in das benachbarte Krefeld. Bei den Busverbindungen ist werktags und samstags vormittags der Stundentakt vorherrschend. Anschließend sowie sonn- und feiertags gibt es oftmals nur einen Zwei-Stunden-Takt.
Den Regionalbusverkehr im Kreis Viersen betreiben die SWK Mobil sowie der Busverkehr Rheinland (BVR). Hauptbetreiber des Personennahverkehrs in der Stadt Viersen ist die niederrheinwerke viersen mobil GmbH, die aber kaum Verbindungen über die Stadtgrenzen hinaus betreibt. Einzelne Linien (in Waldniel, Elmpt, Willich, Viersen-Süchteln, Grefrath) betreibt auch die Niederrheinische Versorgung und Verkehr (MöBus) aus Mönchengladbach.
Für den gesamten ÖPNV gilt der Tarif des Verkehrsverbund Rhein-Ruhr (VRR) und tarifraumüberschreitend der NRW-Tarif.

### Straßen
Der Kreis Viersen ist an die Bundesautobahnen 40, 44, 52 und 61 angebunden. Außerdem wird das Kreisgebiet noch durch mehrere Bundesstraßen erschlossen, u. a. durch die B 7, B 9 und die B 221.

### Wirtschaft
66,3 % der sozialversicherungspflichtig Beschäftigten arbeiteten 2012 im tertiären Sektor, 31,6 % im sekundären und 2,1 % im primären. Es gibt (Stand 2016) etwa 700 landwirtschaftliche Betriebe.
Im Zukunftsatlas 2016 belegte der Landkreis Viersen Platz 261 von 402 Landkreisen, Kommunalverbänden und kreisfreien Städten in Deutschland und zählt damit zu den Regionen mit „ausgeglichenem Chancen-Risiko Mix“ für die Zukunft. In der Ausgabe von 2019 lag er auf Platz 185 von 401.

## Einrichtungen
- Heilpädagogisches Zentrum Krefeld – Kreis Viersen

## Kfz-Kennzeichen
Am 1. Juli 1956 wurde der kreisfreien Stadt Viersen bei der Einführung der bis heute gültigen Kfz-Kennzeichen das Unterscheidungszeichen VIE zugewiesen. Es wurde bis zum 31. Dezember 1969 ausgegeben. Seit dem 1. Januar 1975 gilt es für den Kreis Viersen.
Seit März 2015 ist auch wieder das Unterscheidungszeichen KK (Kreis Kempen-Krefeld) zugelassen.